# Jargon der Eigentlichkeit
Jargon der Eigentlichkeit. Zur deutschen Ideologie ist ein ideologiekritisches Werk Theodor W. Adornos, das 1964 im Suhrkamp Verlag erschien. Es wurde in viele Sprachen übersetzt, u. a. ins Spanische (1971), Englische (1973), Italienische (1982), Französische (1989), Russische, Türkische, Dänische und Rumänische.
Gegenstand ist eine Sprachkritik, die sich gegen einen damals verbreiteten Jargon wendet, der dem Verfasser im Deutschland der Nachkriegszeit vor allem bei Funktionsträgern an offiziellen Anlässen und mehr noch in Veröffentlichungen auffiel. Die verwendeten Ausdrucksformen sieht Adorno prominent bei Martin Heidegger und Karl Jaspers bereits in der Spätphase der Weimarer Republik vorgebildet. Der Jargon ist für Adorno Ausdruck der herrschenden zeitgenössischen deutschen Ideologie, die Anklänge an Sprachformen und Denkweisen des scheinbar überwundenen NS-Faschismus zeige. Mit dem Untertitel des Werks macht Adorno deutlich, dass er seine Schrift als Ideologiekritik in der Nachfolge des von Marx und Engels verfassten Textes Die deutsche Ideologie versteht. In der Rezeption wurde Adornos Schrift vorrangig als ein direkter Angriff auf Heidegger und seine Philosophie wahrgenommen.

## Gliederung
Die Schrift ist Friedrich Pollock gewidmet. Sie besteht aus vier durch Spatien abgetrennten Teilen und einer nachstehenden kurzen Notiz. Der Vorspruch der Erstausgabe markiert die zweifache Stoßrichtung: „[…] wird zunächst die Sprachform auf ihren Ausdrucksgehalt hin analysiert und dann dieser aus der Unwahrheit der Philosophie abgeleitet, die jenen Wortschatz prägt.“ So erörtern die ersten beiden Teile die Merkmale des Jargons mit seinen Signalwörtern, die letzten beiden beziehen sich direkt auf Heideggers Konzeption von Eigentlichkeit und Uneigentlichkeit in dessen Hauptwerk Sein und Zeit als dem vermeintlich philosophischen Fundament des Jargons. Die Notiz begründet die Abtrennung des Textes von Adornos Schrift Negative Dialektik und rechtfertigt den Rückbezug des Jargons auf Philosopheme von Heidegger und Jaspers, die Adorno als „Patriarchen des Jargons“ (JdE 67/465) bezeichnet.

## Inhalt
In einer frühen Rezension hat der Philosoph und Pädagoge Hermann Mörchen das Werk als „missing link“ zwischen zwei Zeittendenzen charakterisiert: „nämlich zwischen den ‚ambitiösen Entwürfen deutscher Philosophie aus der zweiten Hälfte der zwanziger Jahre‘ (JdE 138/525) und einem ideologischen ‚Jargon‘, der, auf ältere Modelle rekurrierend, nach dem Krieg ‚allgegenwärtig geworden‘ ist, ‚als die NS-Sprache unerwünscht ward‘ (JdE 19/425)“. Gleichwohl will Adorno im Jargon der Eigentlichkeit weiterhin Affinitäten zum nationalsozialistischen Denken aufdecken und führt dazu verschiedene Beispiele an. Seiner Meinung nach gewähre die Sprache dem „fortschwelenden Unheil“ Asyl (JdE 9/416).

### Erster und zweiter Teil
In den beiden ersten Teilen beschreibt Adorno den Jargon der Eigentlichkeit als die bestimmende Ideologie in der bundesdeutschen Nachkriegsgesellschaft. In der lang andauernden Konjunktur verkenne sich die Gesellschaft „als einiges Volk von Mittelständlern“ und lasse „das von einer Einheitssprache sich bestätigen“ (JdE 20/426). Als die „zur reinen Form erstarrte Sprache des philosophischen Existentialismus“ habe sie in den 1920er Jahren dem Nationalsozialismus zugearbeitet und sich während der 1950er Jahre, die NS-Sprache gleichsam ersetzend, in nahezu allen öffentlichen Verlautbarungen behauptet. Der Jargon fungiere als „Kennmarke vergesellschafteter Erwähltheit“, edel und anheimelnd in eins; Untersprache als Obersprache; der Jargon verwende „marktgängige Edelsubstantive“, Worte, die „klingen[,] als ob sie Höheres sagten, als was sie bedeuten“, die sakral sind ohne sakralen Gehalt, Effekt sind als Wirkung ohne Ursache, die ein „nicht vorhandenes Geheimnis“ vorgeben, die eine „Himmelfahrt des Wortes, als wäre der Segen von oben in ihm zu lesen“ suggerieren, ein „ständiges Tremolo“ und eine „präfabrizierte Ergriffenheit“. Der Jargon erstrecke sich von der Philosophie und Theologie nicht bloß Evangelischer Akademien über die Pädagogik, über Volkshochschulen und Jugendbünde bis zur gehobenen Redeweise von Deputierten aus Wirtschaft und Verwaltung (JdE 9/416). Charakteristisch für ihn seien „signalhaft einschnappende Wörter“ (JdE 9/417), die Adorno auf Heideggers Leitkategorie der Eigentlichkeit zurückführt. Eigentlichkeit steht bei Heidegger für Wahrheitsorientierung und authentisches Leben, im Gegensatz zur Uneigentlichkeit, worunter er Erscheinungsformen der Selbsttäuschung wie das „Verfallen-Sein“ an „das Man“ und „das Gerede“ begreift. Heidegger dominierte zu Beginn der 1960er Jahre die Sprache der Geisteswissenschaften an den deutschen Universitäten, unbeschadet seines Engagements für den Nationalsozialismus (Parteizugehörigkeit zur NSDAP seit 1933, Freiburger Rektoratsrede von 1933).
Als Signalwörter des Jargons sieht Adorno die von ihm so bezeichneten „Edelsubstantive“; hierzu zählt er „Auftrag“, „Anruf“, „Begegnung“, „echtes Gespräch“, „Anliegen“ und „Bindung“ (JdE 9/417). Er kritisiert, dass diese durch ihren metaphysischen Gestus einen emphatischen Wahrheitsanspruch erheben, der sich so nicht einlösen lässt. Sie sind Kernbegriffe einer „jüngeren deutschen Ideologie“. Heidegger habe mit seiner zentralen Kategorie der Eigentlichkeit in Sein und Zeit den Resonanzboden geschaffen und „die meisten anderen Siglen […] über seinen bekanntesten Text ausgestreut“ (JdE 44/446). Für den Jargon der Eigentlichkeit und die dahinter stehende Ideologie ist Heidegger nach Adorno stilistisches Vorbild. Eigentlichkeit beleuchte „den Äther, in dem der Jargon gedeiht, und die Gesinnung, die latent ihn speist“ (JdE 9/417). Zum festen Bestandteil des Jargons gehört auch die „Liturgie von Innerlichkeit“, die die „wachsende Ohnmacht des Subjekts“ und seinen „Verlust an Welt und Gegenständlichkeit“ ideologisch verbräme (JdE 61f./460f.). Heidegger übernahm den Begriff der Innerlichkeit von Søren Kierkegaard, dem „Urvater aller Existenzialphilosophie“ (JdE 107/498).
Als formalen Charakter des Jargons bezeichnet Adorno eine rhetorische Praxis, die durch Kontext, Wortwahl und Tonfall die Worte als das Eigentliche, existentiell nicht mehr Hinterfragbare, erscheinen lassen und die die kritische Prüfung ihres Gehalts verhindert. Worte werden „wie Orangen in Seidenpapier“ gepackt (JdE 39/442). Die Sprache zerfällt dabei in einzelne Worte, deren Sinn nicht mehr durch den Zusammenhang bestimmt wird. Vielmehr blieben die Worte bei einer Äußerung im Jargon unbestimmt: Indem der Jargon behauptet, die Worte ihrem eigentlichen Sinn, dem „Ursinn“ nach zu verwenden, entzieht er sie dem Kontext und jedem angebbaren begrifflichen Inhalt, sie sind „austauschbare Spielmarken, […] unberührt von der Geschichte“ (JdE 11/418), und so klingen die Jargonworte „wie wenn sie ein Höheres sagten, als was sie bedeuten“. Als „sakral ohne sakralen Inhalt, […] sind die Stichwörter des Jargons der Eigentlichkeit Verfallsprodukte der Aura“ (JdE 12/419). Gemeint ist die Aura im Sinne von Walter Benjamin, der mit ihr Unnahbarkeit, Echtheit und Einmaligkeit konnotiert. Praktikabel ist der Jargon „auf der ganzen Skala von der Predigt bis zur Reklame“ (JdE 39/442). Die verselbständigte Verwaltung, die davon überzeugen möchte, dass sie um des verwalteten Ganzen willen da sei, liebäugele „ebenso mit dem Jargon, wie dieser mit ihr, der bereits irrationalen, sich selbst genügenden Autorität“ (JdE 68/466). Der Ideologie dient der Jargon als Werkzeug zur Täuschung über den Verlust von Inhalten, die Individualität begründen könnten und der Tröstung über die in der Anonymität der „Tauschgesellschaft“ verloren gegangene menschliche Würde. Die „sprachliche Verlogenheit“ geht so weit, dass schön gekleidete Worte auch ein aufscheinendes Unheil umkehren und als Heil verklären, das „Nichts als Etwas“ bezeichnen (JdE 134/522).
Stärker als gegen Heidegger polemisiert Adorno gegen den Philosophen Karl Jaspers und den Philosophen und Pädagogen Otto Friedrich Bollnow, deren Schlüsselbegriffe er dem Bedeutungsfeld der Eigentlichkeit zuschlägt. Bei Jaspers kritisiert er dessen – von Adorno als „ungeniert“ charakterisiertes – „Lob der Positivität“ (JdE 22/427) aus dessen verbreiteter Publikation Die geistige Situation der Zeit (1931 erstmals erschienen und 1947 in 5. Auflage wieder aufgelegt) sowie die „triebfeindlichen Tabus der Innerlichen“, die sich in seinen Büchern „austobten“ (JdE 64/462). Bollnows Schrift Neue Geborgenheit (1956) lehnt Adorno uneingeschränkt ab. Sie unterstelle in einer heillosen Welt, mit einem „Gefühl dankbarer Zustimmung zum Dasein“ (JdE 23/428), Geborgenheit als etwas Gegebenes. Bollnows Begriff der „Seinsgläubigkeit“ (bei dem Adorno ironisch vermerkt: Zufall sei sicherlich der Anklang an „Deutschgläubigkeit“) erscheint ihm als eine pseudo-religiöse Haltung ohne religiösen Inhalt.

### Dritter und vierter Teil
In den beiden letzten Teilen befasst sich Adorno eingehend mit Heideggers Sprache und Philosophie. Er behandelt Heidegger zunächst als Sprecher des Jargons, indem er dessen Lyrik und einige seiner – von der akademischen Welt als „unwichtig“ angesehenen – Texte sprechen lässt. Nicht anders als seine Epigonen habe Heidegger noch den trivialsten Begriff mit einer religiösen Aura ausgestattet. Erst danach unterzieht er Heidegger einer „ausführlichen philosophischen Kritik“. Bei dieser Kritik werden das Begriffspaar Eigentlichkeit und Uneigentlichkeit aus Sein und Zeit sowie die „zur Uneigentlichkeit geschlagenen Kategorien“ des „Man“ und des „Gerede“ sowie seine Konzeptionen von „Sorge“, „Geborgenheit“, „Jemeinigkeit“, Dasein und Tod kritisch hinterfragt. Adorno unterzieht sie einer sprachlichen und soziologischen Analyse, indem er sie auf ihre gesellschaftlichen Gehalte hin analysiert und ihren Bezug zum Jargon der Eigentlichkeit herstellt. Heideggers Begriff des uneigentlichen „Man“, mit der er eine von der Öffentlichkeit bestimmte Existenz bezeichnet, beurteilt Adorno als abstrakte Gesellschafts- und Kulturkritik. Seine Behandlung des Todes sei die „Theodizee des Todes“, die den „Kern der Heideggerschen Philosophie“ ausmache. Sein wichtigster Einwand gegen Heideggers Philosophie besteht für den Philosophen und Literaturwissenschaftler Romano Pocai darin, dass „sie aus der schlechten Empirie Transzendenz macht“ (JdE 97/490).
In der nachgestellten Notiz verweist Adorno nochmal auf den Zusammenhang des Jargons mit seinem philosophischen Ursprung: „Was an der schlechten Sprachgestalt ästhetisch wahrgenommen, soziologisch gedeutet ist, wird abgeleitet aus der Unwahrheit des mit ihr gesetzten Gehalts, der impliziten Philosophie“ (JdE 138/524 f.), nämlich der heideggerschen.

## Entstehungsgeschichte
Den Plan einer Kritik des Jargons der Existenzphilosophie kündigte Adorno in seinen Vorlesungen über Ontologie und Dialektik im Wintersemester 1960/61 an, nachdem er schon im Wintersemester 1951/53 in seiner Vorlesung Der Begriff der Philosophie Heideggers „Bedürfnis nach Urworten“ und seinen Jargon, der sich leicht imitieren ließe, moniert hatte. In der Neuen Rundschau erschienen 1963 Auszüge aus den einleitenden Teilen der späteren Buchpublikation, in denen Adorno einen exklusiven Kreis teils nationalkonservativ gesinnter Intellektueller aufs Korn nimmt, die in der Weimarer Republik eine positive Theologie vertraten. Wie Adorno berichtet, tauften Ketzer diese Leute „die Eigentlichen“ (JdE 8/416). Gestützt auf eine Eintragung in einem Notizheft Adornos, identifiziert Max Beck diesen Kreis als den Patmos-Kreis, der sich in den 1920er Jahren um den gleichnamigen Verlag in Würzburg gebildet hatte; ihm gehörten u. a. Franz Rosenzweig, Leo Weismantel, Karl Barth, Viktor von Weizsäcker und Eugen Rosenstock-Huessy an. Das erst später erschienene Buch Sein und Zeit, so Adorno, habe dann deutlich gezeigt, „wohin es den dunklen Drang der intelligentsia vor 1933 trieb“ (JdE 8/416). Der bei Buber und Rosenzweig anklingende Jargon wird, Beck und Coomann zufolge, „u.a. von Jaspers und Heidegger zu einer philosophisch verbindichen Diktion erhoben“. Ursprünglich war die Schrift als Teil der Negativen Dialektik geplant. Adorno beschloss jedoch, die inhaltliche und immanente Kritik an Heideggers Fundamentalontologie von der polemischen Analyse der „sprachphysiognomischen und soziologischen Elemente“ (JdE 127/524) bei Heidegger sowie deren Widerhall in der öffentlichen Sprachpraxis zu trennen.

## Stellenwert im Gesamtwerk
Mit dem Untertitel Zur deutschen Ideologie stellt Adorno seine Schrift in eine auf Marx und Engels zurückgehende Tradition der Ideologiekritik zeitgenössischer Philosophie durch Zeitgenossen. Das von ihnen 1845/46 verfasste Konvolut Die deutsche Ideologie wurde erstmals 1932 veröffentlicht; sie gilt als das Schlüsselwerk der marxistischen Ideologiekritik.
Da Sprachkritik für Adorno ein zentrales Anliegen war, misst er der Schrift selbst einen hohen Stellenwert bei. Als aus der Emigration Zurückgekehrter habe er die Naivität zum Eigenen verloren und sei wachsam geworden gegenüber allem Schwindel, den die Sprache befördert; auch darum habe er den Jargon der Eigentlichkeit geschrieben: „Weil ich Sprache als einem Konstituens des Gedanken soviel Gewicht beilege wie in der deutschen Tradition Wilhelm von Humboldt, dränge ich sprachlich, auch im eigenen Denken, auf eine Disziplin, der die eingeschliffene Rede nur allzu gern entläuft.“
Tilo Wesche sieht Jargon der Eigentlichkeit als Teil der Auseinandersetzung Adornos mit der Philosophie Heideggers. Diese Auseinandersetzung sei auf drei Ebenen erfolgt: Heideggers Philosophie als Zielscheibe von Polemik, als Gegenstand sachlicher Kritik und Heidegger als unsichtbarer Gegenspieler, an dem Adorno sich „unausdrücklich abarbeitet“. Während sich Adorno in seiner Vorlesung Ontologie und Dialektik im Wintersemester 1960/61 sowie in der Negativen Dialektik auf der Ebene der Sachkritik mit Heideggers Philosophie befasst habe, stelle der Jargon der Eigentlichkeit innerhalb des Gesamtwerks Adornos den polemischen Höhepunkt in der Auseinandersetzung mit Heidegger dar. Für Christoph Demmerling, der in Heidegger „einen überaus wichtigen Bezugspunkt“ im Denken Adornos verortet, ja „eine – häufiger verborgene, gelegentlich aber auch offene – Affinität zu Heidegger“ erkennt, handelt es sich um Adornos ausführlichste Schrift „zu der unter den Mitgliedern der Frankfurter Schule offiziell zum Ärgernis erklärten Philosophie Heideggers“.

## Rezeption und Kritik
Für Adornos Biographen Stefan Müller-Doohm ist der Sprachjargon als Ideologie für Adorno „eine Kompensation für die realen Bedeutungs- und Sinnverluste, die das Individuum in der verwalteten Welt hinnehmen müsse“.
Der französische Philosoph und Heidegger-Experte François Fédier wertete in einer frühen französischen Rezension für die Zeitschrift Critique Adornos Schrift als eine Attacke gegen Heidegger. Auch Hartmut Scheible begreift die Schrift als „Abrechnung mit Heidegger und dessen Gefolgschaft“ und sieht ihre Wirkung darin, dass bald nach ihrem Erscheinen die „weihevolle Sprachsauce“ ihre Vormachtstellung verloren habe. Tilo Wesche konstatiert eine „teils treffende, teils verzerrende Polemik“ gegen Heidegger. Jürgen Habermas bezweifelt, dass Adorno Heidegger überhaupt intensiv gelesen habe. Rüdiger Safranski vermutet, dass Heideggers zeitweilige Verstrickung in den Nationalsozialismus Adorno gelegen kam, um ihm gegenüber „mit dem Hammer zu philosophieren“ und einen Abstand herzustellen, „der in der Sache des Denkens so groß nicht war“.
In einer Rezension urteilt Hermann Mörchen, der Verfasser eines Buches über die philosophische Kommunikationsverweigerung zwischen Adorno und Heidegger, dass Adornos Traktat „scharfsinnige Sprachbeobachtungen […] ohne Zweifel in großer Zahl enthält“, aber „in der Leidenschaft und Blindheit seiner Polemik“ habe er „wie ein Verzweifelter alles auf eine Karte gesetzt, um seinem Gegner […] einen, wie er meint, vernichtenden Schlag zu versetzen“. Micha Brumlik moniert, dass Martin Buber in dem Buch „ungerecht und verständnislos“ angegriffen wird. Nach Rüdiger Safranski rechnet das Buch mit einem Zeitgeist ab, dessen Zeit schon abgelaufen war, als das Buch zur Zeit der Kanzlerschaft von Ludwig Erhard erschien. „Der weihevolle Jargon gedieh in der patriarchalischen Adenauerzeit“. Lorenz Jäger bewertet die Folgen des Buches als verheerend: „Über mehrere Jahrzehnte war Heidegger bei der deutschen Intelligenz nicht nur ein Gegenstand der Kritik – man meinte vielmehr, im Lächeln über seine Sprache schon über ihn hinaus zu sein.“
Auf eine sprachliche Kalamität weist Hermann Mörchen hin: Wer wie Adorno ohne die Wörter „eigentlich“ und „uneigentlich“ auszukommen sucht, benötigt andere Wörter, um dasselbe zu sagen, etwa „wesentlich“ und „unwesentlich“. Die inhaltliche Bestimmung beider Sprachpaare unterliegt selbst in Adornos Verständnis „definitorischer Willkür“ (JdE 103/495).
Eine intensive Kontroverse mit harscher Kritik und engagierter Verteidigung des Buches lieferten sich Thomas Härting und Hermann Schweppenhäuser in der Zeitschrift für philosophische Forschung. Härting setzt sich in seiner Rezension nicht mit dem Jargon als solchem auseinander, sondern sieht in der Schrift „teils Vorwand, teils Vehikel im Austrag einer philosophischen Fundamentaldifferenz“. Er deutet diese Differenz als eine zwischen Existentialphilosophie und Ideologiekritik. Das „Leitzeug“ des adornoschen Philosophierens sei die „Reflexion“, die sich aufs Neinsagen versteife und das existentielle Seinsdenken Heideggers ablehne und interpretativ verfehle. Stets sei Adorno versucht, Heidegger für einen Nazi zu halten und die „hundertjährige Existentialontologie als nazistisch zu diffamieren“. Der Versuch zu „Heideggers Hinrichtung“ gelte „paradigmatisch für Existenzphilosophie insgesamt“. Adornos „dubioser Hegelianismus“ und „Sozialdeterminismus“ könne zum innersten Kern der Philosophie Heideggers nicht vordringen. Formal rügt er an der Schrift das „Gepöbel“, das „affektgeladene Geschwätz“ und die „ideologische Gossensprache“. – In seiner Entgegnung bezeichnet Schweppenhäuser Härtings Kritik als „pauschal, destruktiv, totalitär“. Den Vorwurf, dass Adorno die Existentialontologie pauschal als nazistisch diffamiert habe, versucht er mit dem Verweis auf das Kierkegaard-Buch zu entkräften. Im Mittelpunkt der Kritik und Replik beider Kontrahenten stehen Auseinandersetzungen über das unterschiedliche Hegelverständnis und die ontologische Seinsanalyse.
Den Vorwurf einer manierierten Erhaben- und Erhobenheit über die Wirklichkeit, einer gesellschaftsfremden Wertblasiertheit oder gar eines totalitären Anspruchs an Jaspers weist Richard Wisser zurück. Das Verständnis von Eigentlichkeit, wie es Adorno Jaspers unterstelle, habe nichts mit dem Begriffsverständnis von Jaspers zu tun. „Eigentlich“ meine bei Jaspers eine Ausnahme, in der der Mensch zu sich und seinem eigenen Wahrsein finde. Bollnow hat sich in dem Aufsatz Das Zeitalter des Misstrauens unmittelbar gegen die Vorwürfe Adornos gewendet. Adornos Polemik bezeichnet er als „Beispiel eines die Sache verfehlenden Angriffs“. Die Ideologiekritik erhebe einen unangemessenen Anspruch auf Alleingültigkeit und verkenne, dass es neben der harten und grausamen Wahrheit auch eine tröstende und tragende Wahrheit einer sinnerfüllten Welt gibt.
Von neueren Vertretern der Frankfurter Schule ist die Arbeit wegen ihrer polemischen und ideologiekritischen Anlage nicht ernst genommen und, wie es heißt, als „Kompensation einer übergroßen philosophischen Nähe Adornos zu Heidegger 'entlarvt' worden“. Die „einseitig negativ-kritische Ausrichtung“ markiere zweifellos die Grenze ihres Potentials.

## Ausgaben
- Theodor W. Adorno: Jargon der Eigentlichkeit. Zur deutschen Ideologie. 1.–10. Tausend. Suhrkamp, Frankfurt am Main 1964.
- Theodor W. Adorno: Jargon der Eigentlichkeit. Zur deutschen Ideologie. In: ders: Gesammelte Schriften, Band 6: Negative Dialektik. Jargon der Eigentlichkeit. Suhrkamp, Frankfurt am Main 1970.